# Oroszországi Állami Könyvtár
Az Oroszországi Állami Könyvtár (vagy Orosz Állami Könyvtár; oroszul: Российская государственная библиотека), Oroszország egyik nemzeti könyvtára, Oroszország és a kontinentális Európa legnagyobb könyvtára. 1862-ben alapították a moszkvai Rumjancev Múzeum részeként, ekkortól kapja az Oroszországban megjelenő könyvek és más nyomdai termékek köteles példányait. Mai elnevezését 1992 elején kapta.
A 21. század elején világviszonylatban a negyedik helyen áll a könyvtárak között a könyvek számának tekintetében, ugyanis itt 17,5 millió könyvet tárolnak, a teljes dokumentummenyiség szempontjából pedig az ötödik helyet foglalja el, 44,4 millió tétellel.
A könyvtár az Oroszországi Föderáció vezető tudományos kutató intézete a könyvtár- és információtudomány, a könyvészet terén, egész Oroszország könyvtárainak módszertani és konzultációs központja (kivéve a speciális tudományos és műszaki könyvtárakat).

## Története

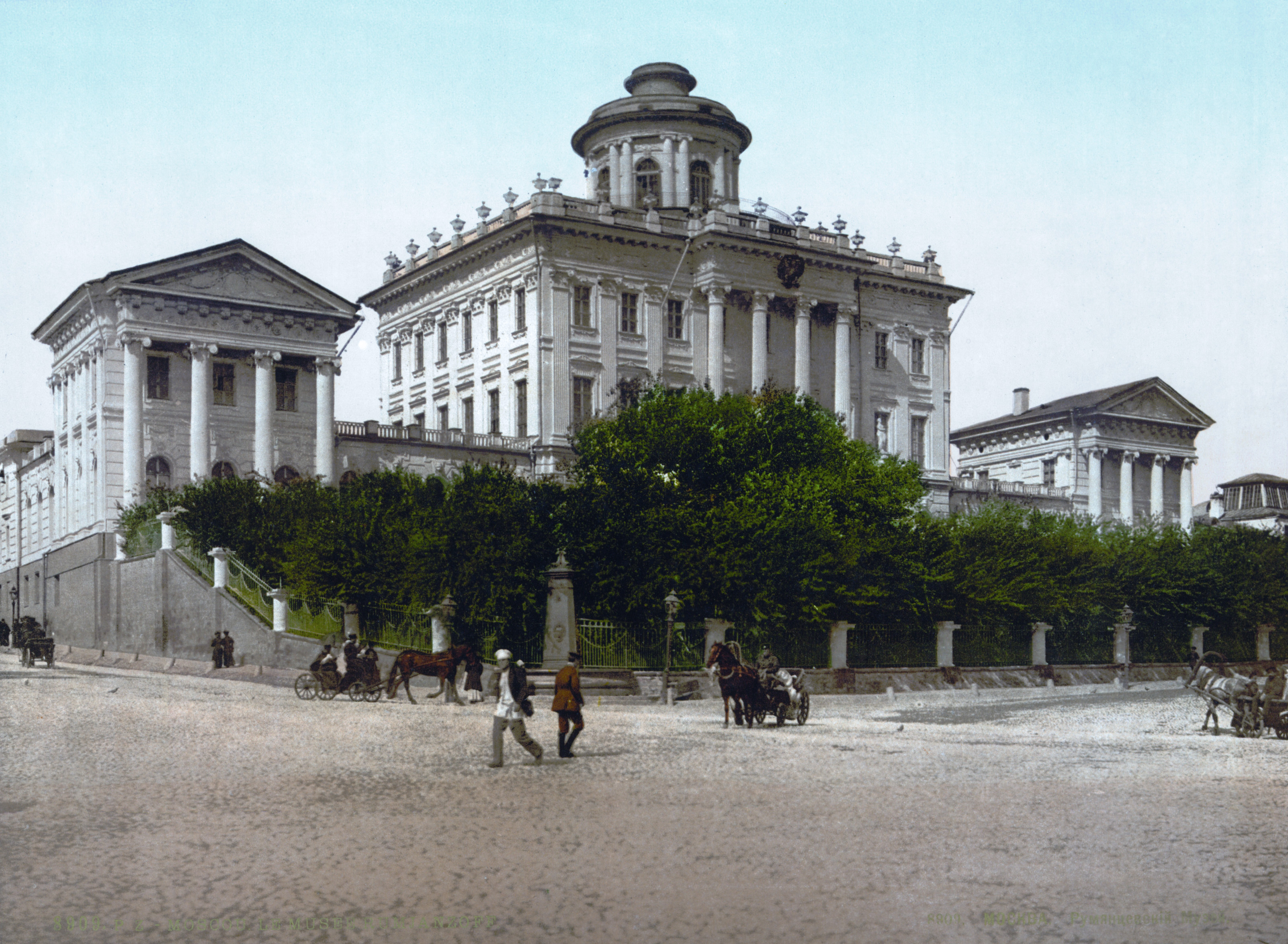
A Paskov-ház egy 19. századbeli képeslapon

Az 1862-ben Moszkvába költözött Rumjancev Közkönyvtár Moszkva első ilyen intézménye volt a Rumjancev Múzeum részeként. Ide szállították át Nyikolaj Petrovics Rumjancev gróf művészeti alkotásokból álló gyűjteményét Szentpétervárról, mivel ott ezen kívül már több közkönyvtár, köztük a Cári Közkönyvtár (ma Российская национальная библиотека, Oroszországi Nemzeti Könyvtár) is működött. A gróftól kapott adomány az ő által birtokolt könyvek nagy részét, kéziratokat, éremgyűjteményeket és néprajzi gyűjteményeket foglalt magába. Továbbá megközelítőleg 200 festményt és 20 ezer nyomtatványt is kiállítottak itt, ezeket az Ermitázs múzeumból hozták át Moszkvába. A múzeum és könyvtár megnyitásakor II. Sándor orosz cár Alekszandr Andrejevics Ivanovnak a A Messiás megjelenése az emberek előtt című festményét ajándékozta a gyűjteménynek. 
A moszkvai lakosságot annyira lenyűgözte a gróf önzetlen adománya, hogy az új múzeumot Rumjancev Múzeumnak nevezték el, a múzeum bejárata fölé pedig ez volt kiírva: Rumjancev gróftól a jó Felvilágosodásért. Az elkövetkező években a múzeum gyűjteménye egyre csak nőtt a tárgyi és pénzbeli adományoknak köszönhetően. Néhány éven belül több fontos nyugat-európai festői alkotás is a múzeum gyűjteményének részévé vált, ugyanakkor sok antik gyűjteményi tárgyat és szentképet is kiállítottak. 
Mivel a Paskov-ház már nem volt elég nagy ahhoz, hogy a múzeum gyűjteményébe tartozó összes tárgyat itt elraktározhassák és kiállíthassák, a 20. század elejére egy új épület készült a múzeum közelében, ahol a többnyire festmények voltak kiállítva. Az 1917-es októberi orosz forradalom után a múzeum gyűjteménye ismét számottevő növekedésen ment keresztül, így a tárolás és kiállítás ismét problematikussá vált a hely hiánya miatt. Mivel a múzeum támogatására szánt pénz nagy részét az akkor még alig néhány éve elkészült Puskin Múzeum kapta meg, 1925-ben úgy döntöttek, hogy a Rumjancev Múzeum gyűjteményét az ország többi múzeumai és kulturális célú építményei között osztják szét. A nyugat-európai festmények nagy része végül a Puskin Múzeumba került. A Paskov-házat az Orosz Állami Könyvtár régi épületének nevezték el. A közelben található orosz archívumi dokumentumokat tároló épületet lebontották és helyette új épületet építettek. Az új épületet Vlagyimir Scsuko és Vlagyimir Gelfrejh tervezte 1927-1929 között, majd 1930-ban megkezdődtek az építési munkálatok. Az építkezési munkálatok első szakasza 1941-ben ért véget, ekkorra más készen állt a neoklasszicista stílusban létrehozott épület. A tervben szereplő 250 férőhelyes olvasószoba 1945-re készült el, az épületkomplexumot azonban tovább bővítették 1960-ig. 
Az épület főbejárata előtt Dosztojevszkij szobrát helyezték el, a Vozdvizsenka utcai oldalt pedig az egyetemes tudomány nagy személyiségeinek (Arkhimédész, Galilei, Kopernikusz, Newton, Darwin, Mengyelejev, Lomonoszov, Tyimirjazev, Pavlov) dombormű-portréival díszítették. 
1968-ra a könyvtárnak otthont adó épületek teljesen megteltek, ezért úgy döntöttek, Moszkva külvárosában egy raktárat hoznak létre, ahol különböző folyóiratok, újságok és a kevésbé használt könyvek tárolhatóak. Az építkezési munkálatok első része 1975-ben ért véget.
A Szovjetunió felbomlása után, 1993-ban a könyvtár nevét hivatalosan Oroszországi Állami Könyvtárra változtatták, de a mindennapi életben „Lenyinka” maradt az intézmény beceneve. Nem vették le a korábbi feliratot sem a főbejáratról, és a könyvtár melletti metróállomás neve is megmaradt: Bibliotyeka imenyi Lenyina.
Az 1994 decemberében elfogadott 78. számú törvény 18. cikke értelmében az Oroszországi Föderáció egyik nemzeti könyvtárává nyilvánították a Jelcinről elnevezett Elnöki Könyvtár és a szentpétervári Oroszországi Nemzeti Könyvtár mellett.

## A könyvtárról
A könyvtárat 1925-1992 között  a Szovjetunió Leninről elnevezett Állami Könyvtárának (Государственная библиотека СССР имени В. И. Ленина, röviden Библиотека имени Ленина. azaz Lenin Könyvtár) nevezték, majd Borisz Jelcin államelnök rendeletére az Oroszországi Állami Könyvtár (Российская государственная библиотека) nevet kapta. 
A könyvtárban 275 kilométernyi könyvespolcon 44 millió tételnél is többet tárolnak, ami nagyjából 17,5 millió könyvből, 13 millió folyóiratból, 350 ezer zene- és hangfelvételből, 150 ezer térképből és sok más egyéb tárgyból áll. Az itt elérhető dokumentumok 247 nyelven íródtak, a könyvtár gyűjteményének pedig 29%-a idegen nyelvű.

## Galéria

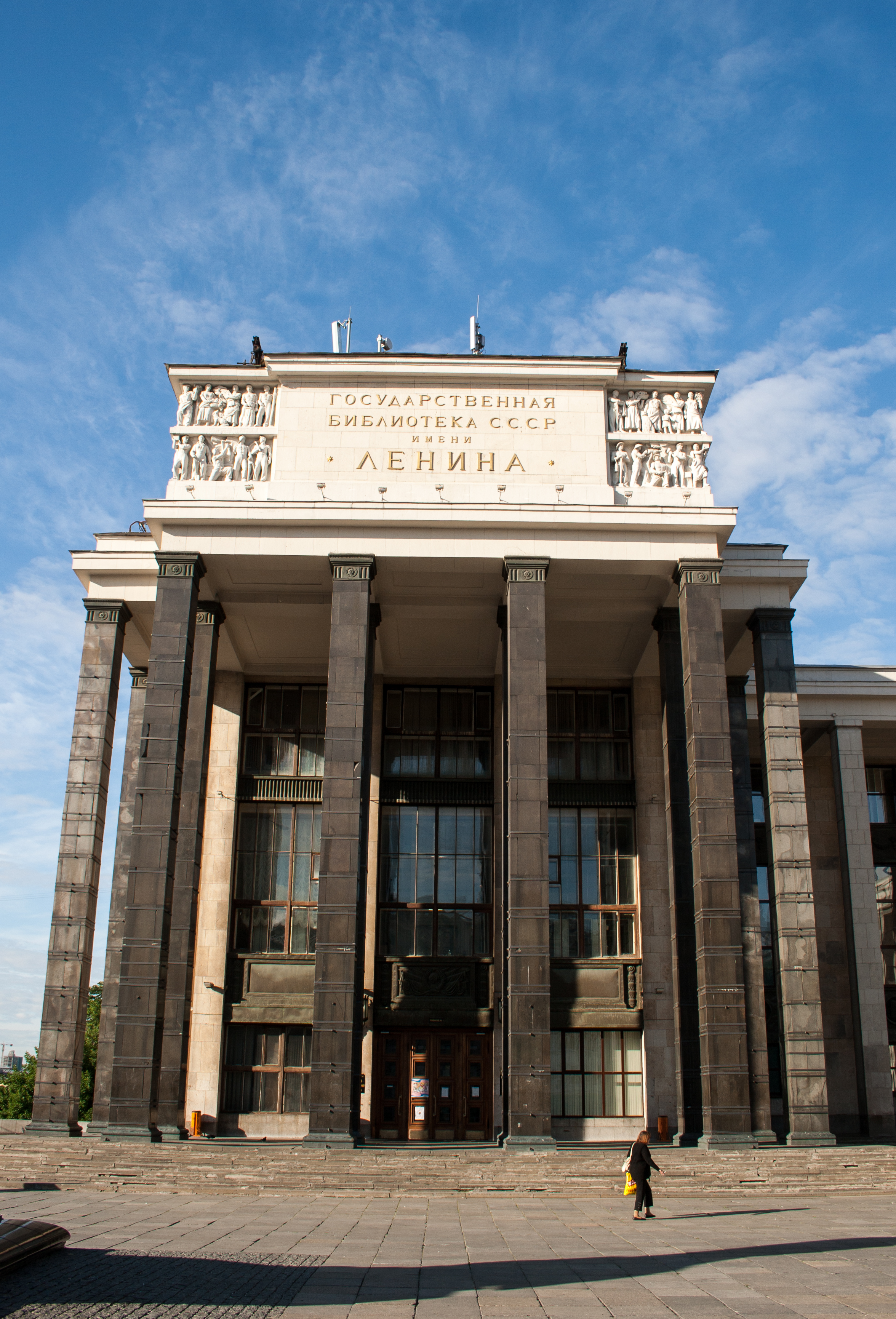
A könyvtár főbejárata
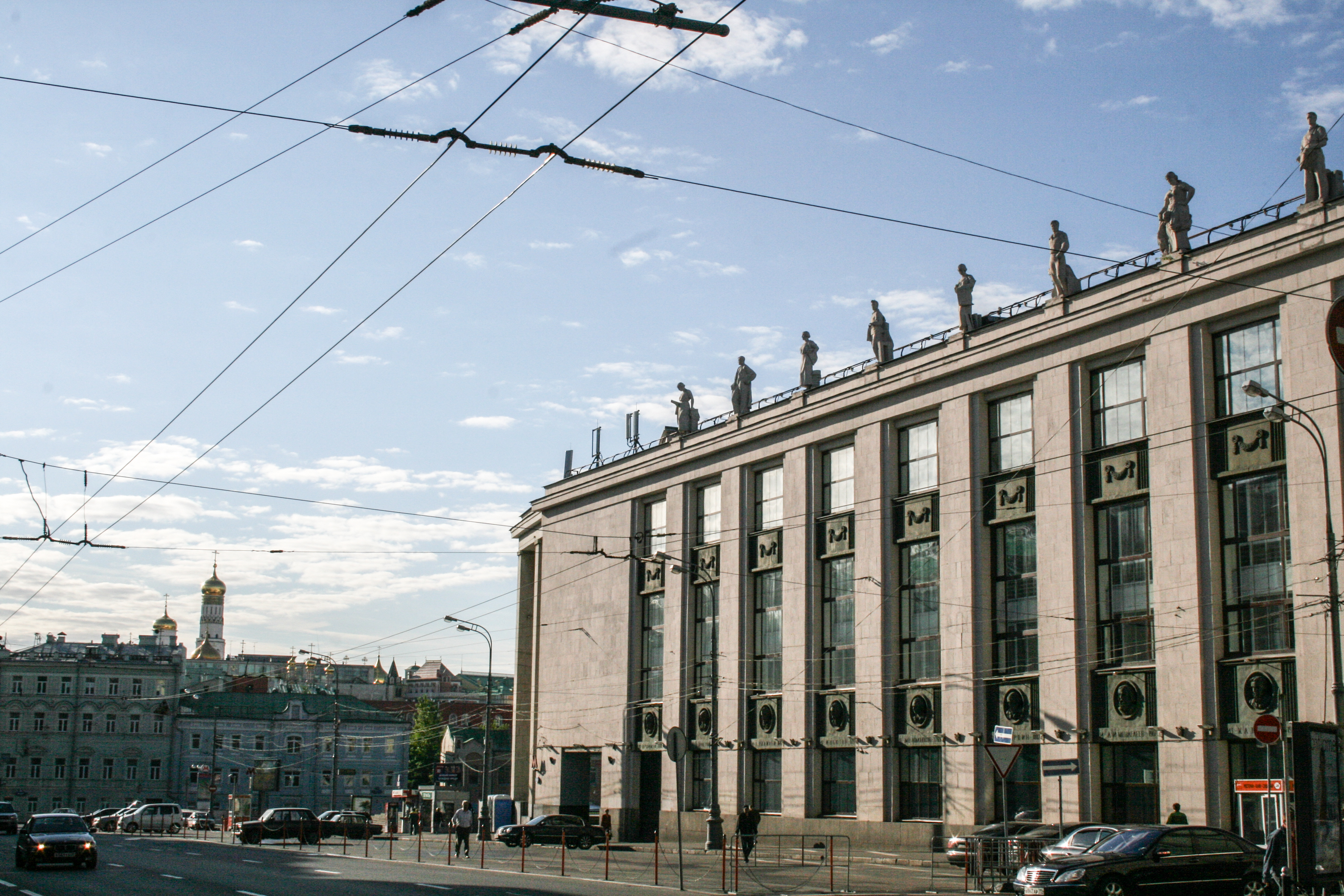
A Vozdvizsenka felőli oldal a domborművekkel
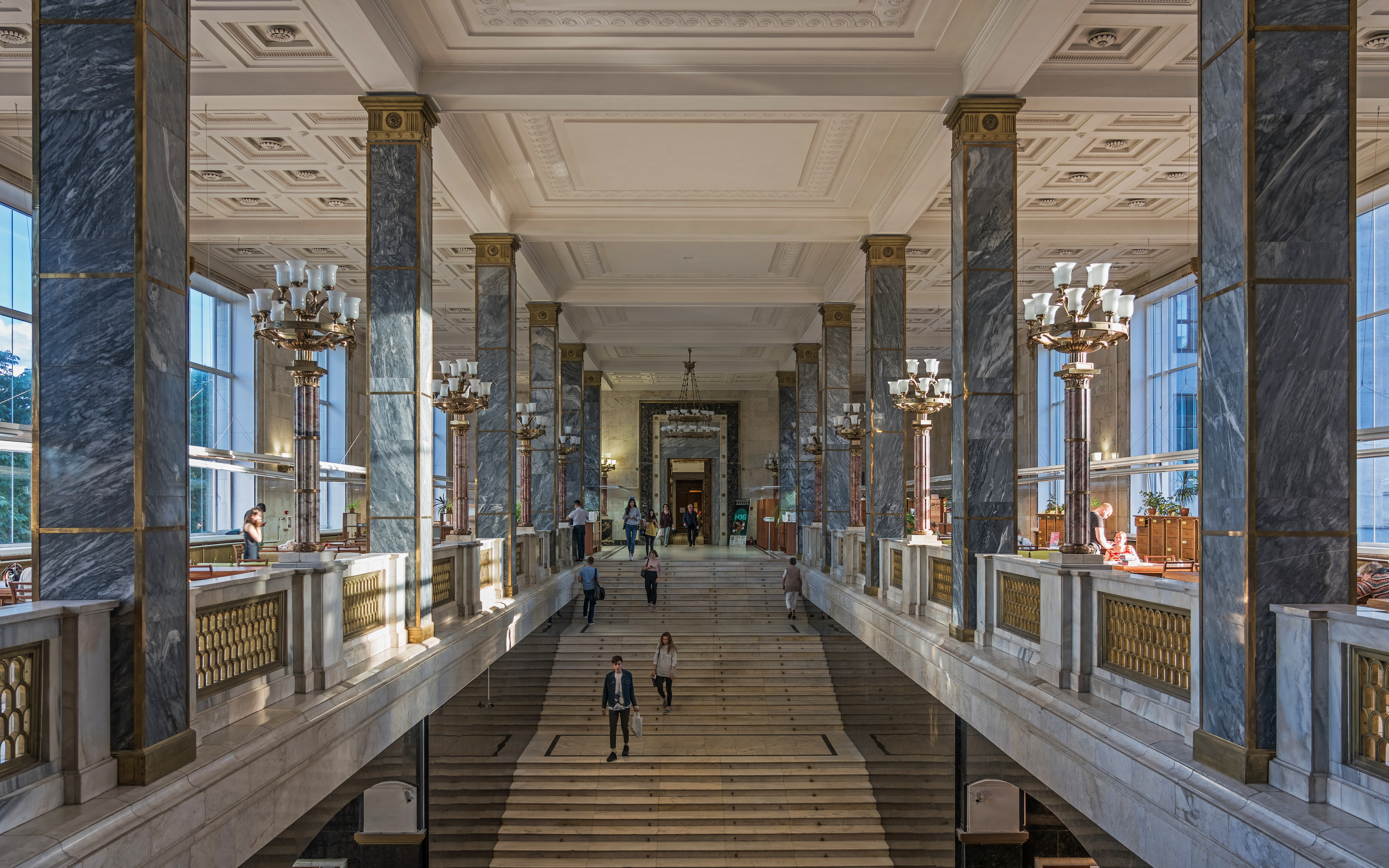
A könyvtár előcsarnoka
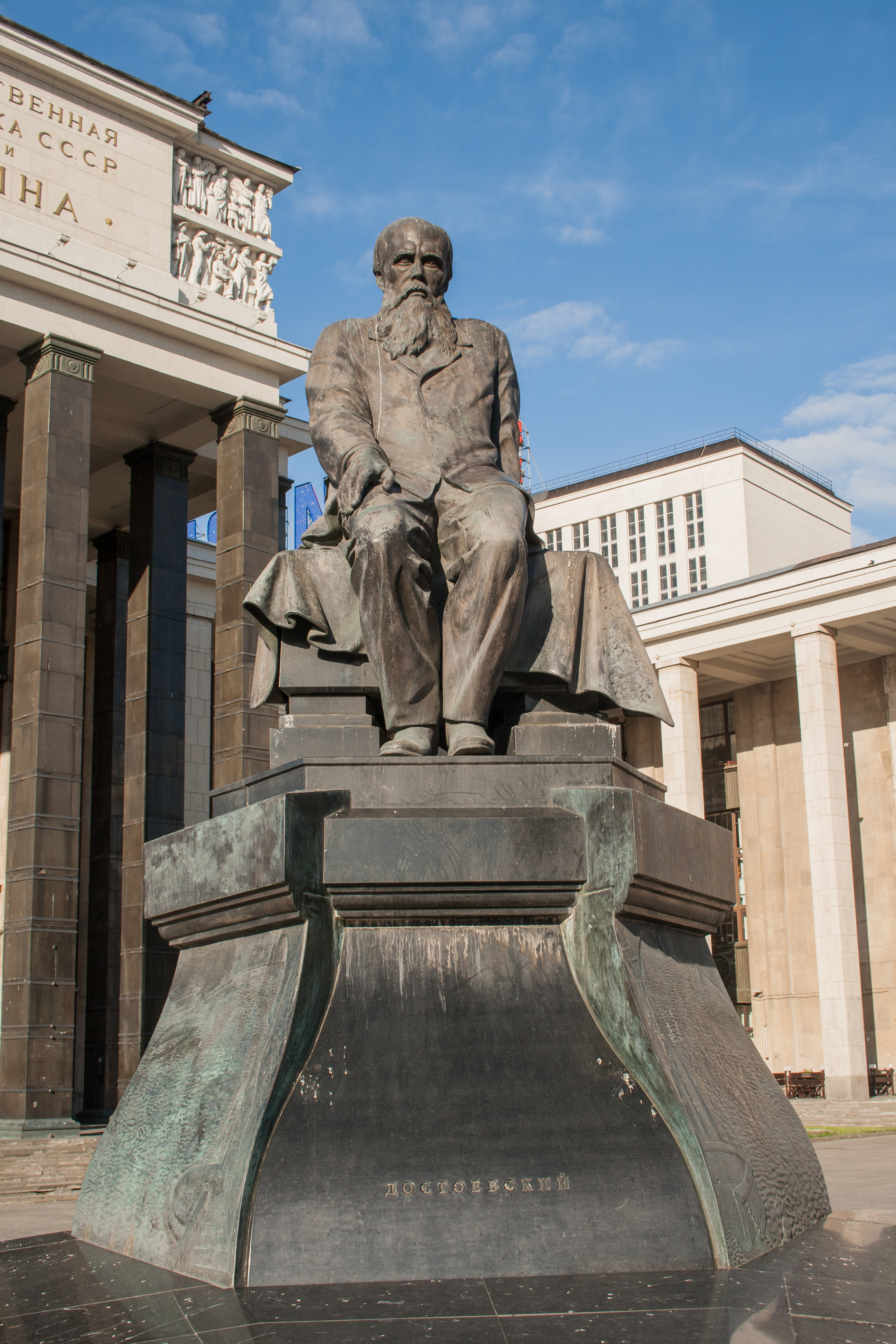
Dosztojevszkij szobra a bejárat előtt

## Fordítás
- Ez a szócikk részben vagy egészben  a   Russian State Library című angol Wikipédia-szócikk ezen változatának fordításán alapul.  Az eredeti cikk szerkesztőit annak laptörténete sorolja fel. Ez a jelzés csupán a megfogalmazás eredetét és a szerzői jogokat jelzi, nem szolgál a cikkben szereplő információk forrásmegjelöléseként.
- Ez a szócikk részben vagy egészben a Российская государственная библиотека című orosz Wikipédia-szócikk ezen változatának fordításán alapul.  Az eredeti cikk szerkesztőit annak laptörténete sorolja fel. Ez a jelzés csupán a megfogalmazás eredetét és a szerzői jogokat jelzi, nem szolgál a cikkben szereplő információk forrásmegjelöléseként.